# Erin Sanders
Erin Zariah Sanders, ameriška igralka, * 19. januar 1991.
Njena najbolj znana vloga je lik Quin Pensky, študentka Pacific Coast Academy (PCA), v nadaljevanki Zoey101.

## Življenjepis
Sandersova je rojena v Santa Monici, Kalifornija. Prvič je nastopila pri devetih letih, po tistem ko je pritegnila pozornost agenta ko je kot skavtinja prodajala piškote od vrat do vrat. Od takrat je imela manjše vloge v več kratkih filmih in mnogih TV serijah, kot so 8 Simple Rules, Judging Amy, Strong Medicine, Carnivàle in American Dreams, kot tudi v oglasih za T-Mobile s Catherine Zeta-Jones in SBC z Joejem Pescijem.
V letih 2007, 2008 in leta 2009 je dobila nagrado Young Artist Award..

## Filmografija
| Year      | Film                        | Role               | Other notes |
| --------- | --------------------------- | ------------------ | ----------- |
| 2001      | Art of Love                 | Mlada Veronica     |             |
| 2002      | Apple Valley Knights        | Molly Knight       |             |
| 2002      | Never Never                 | Deklica            |             |
| 2002      | American Dreams             | Jenny McMullen     |             |
| 2003      | Naša sodnica                | Janice Witherspoon |             |
| 2003      | Carnivàle                   | Irina              |             |
| 2003      | Strong Medicine             | Paige Jackson      |             |
| 2004      | Slightly Thicker Than Water | Deklica            |             |
| 2005      | 8 Simple Rules              | Riley              |             |
| 2005–2008 | Zoey101                     | Quinn Pensky       |             |
| 2008      | I Don't Eat Lambs           | Keri Bales         |             |
| 2008      | The Young and the Restless  | Eden Baldwin       |             |
| 2009      | Weeds                       | Danielle/Pinky     |             |
| 2009      | Mad Men                     | Sandy              |             |
| 2009      | Castle                      | Rosie Freeman      |             |
| 2010      | The Mentalist               | Isabell Seberg     |             |
| 2009-2010 | Big Time Rush               | Camille            |             |